# Phrynobatrachus cricogaster
Espèce
Statut de conservation UICN

 NT  : Quasi menacé
Phrynobatrachus cricogaster est une espèce d'amphibiens de la famille des Phrynobatrachidae.

## Répartition
Cette espèce se rencontre dans l'ouest du Cameroun et dans le sud-est du Nigeria. Elle est présente entre 850 et 1 850 m d'altitude,.

## Publication originale
- Perret, 1957 : Un nouveau Phrynobatrachus du Cameroun. Revue Suisse de Zoologie, vol. 64, no 27, p. 527-531 (texte intégral).